# Asilus herdonius
Asilus herdonius är en tvåvingeart som beskrevs av Walker 1851. Asilus herdonius ingår i släktet Asilus och familjen rovflugor. Inga underarter finns listade i Catalogue of Life.